# 都斛镇
都斛镇，是中华人民共和国广东省江门市台山市下辖的一个乡镇级行政单位。大广海湾经济区所涵盖区域。

## 行政区划
都斛镇下辖以下地区：
都斛圩社区、金星村、坦塘村、园美村、古逻村、莘村、下莘村、银塘村、都阳村、竞丰村、大纲村、沙岗村、西墩村、龙和村、南村、东坑村、丰江村和白石村。